# Humaitá (Amazonas)
Humaitá is een gemeente in de Braziliaanse deelstaat Amazonas. De gemeente telt 49.614 inwoners (schatting 2009).
De gemeente grenst aan Manicoré, Rondônia, Tapauá en Canutama.